# بوگیو
بوگیو (به ژاپنی: 奉行 Bugyō) این یکی از عناوین شغلی در طبقه سامورایی از دوره هی‌آن تا دوره ادو بود. همچنین به آن بوگیونین گفته می‌شد و دفتری که این مقام در آن انجام می‌شد، «بوگیوشو» نام داشت. دای‌بوگیو (بوگیوی بزرگ) و بوگیو زیر نظر کارو بودند.
اغلب به عنوان کمیسر (عنوان) یا قاضی (عنوان) یا فرماندار ترجمه می‌شود. یک عنوان اختصاص داده شده به سامورایی‌های در خدمت دولت شوگون‌سالاری توکوگاوا در ژاپن بود؛ به‌طور دقیق تر به وظایف مأموران عالی‌رتبه یا حوزه قضایی گفته می‌شود.

## در دوره ادو
در طول دوره ادو، تعداد بوگیوها به بیشترین حد خود رسید، زیرا بوروکراسی شوگون‌سالاری توکوگاوا به‌طور موقت گسترش یافت و در پاسخ به نیازهای درک شده و شرایط متغیر بود.
بسیاری از مناصب بالا و متوسط در شوگون‌سالاری ادو و حوزه‌های مختلف فئودالی، کلمه «بوگیو» را به خود اختصاص داده بودند. در مورد شوگون‌سالاری، علاوه بر مناصب ذکر شده در زیر، مناصب قضایی بسیار دیگری نیز وجود داشت.
- جیشا بوگیو (مقام مسئول برای نظارت بر زیارتگاه‌ها و معابد)
- کانجو بوگیو (مقام مسئول در امور مالی)
- دوچو بوگیو (مقام مسئول در جاده‌ها) [wikipedia.org/wiki/道中奉行]
- ماچی بوگیو (مقام مسئول در اداره و حفظ نظم در شهرهای مهم)
- آنگوکو بوگیو (مقام مسئول در غیر از مرکز دولت در شهر ادو)
- ساکوجی بوگیو (مقام مسئول در امور معماری و ساخت و ساز)
- فوشین بوگیو (مقام مسئول در پروژه‌های ساختمانی که شامل مهندسی عمران مانند پروژه‌های احیای زمین، برای حفاری خندق‌ها و کانال‌ها، و برای جمع‌آوری سنگ و برپایی دیوارها)
- شوموتسو بوگیو (مقام مسئول در مدیریت کتابخانه در قلعه ادو، جمع‌آوری، طبقه‌بندی، سازماندهی، نگهداری و تحقیق کتاب‌ها بود) ja:書物奉行
- کوشیمونو بوگیو (سئول تمام شمشیرها و زیورآلات شوگون، و همچنین شمشیرهای اهدایی اربابان فئودال، و شمشیرها، کاتاناها و واکیزاشی‌هایی بود که به عنوان هدیه به اربابان فئودال داده می‌شد) ja:腰物奉行
- گوندای (به یک افسر اداری محلی اشاره دارد که مسئول یک واحد گسترده مانند یک شهرستان، یعنی نماینده شهرستان بود)

از سوی دیگر، تعداد قابل توجهی از حوزه‌ها، مانند حوزه سندای، حوزه آیزو-واکاماتسو، حوزه یونه‌زاوا و حوزه اچیگو-ناگااوکا، وجود دارند که دارای موقعیتی به نام «بوگیو» به عنوان دستیار رئیس نگهبان یا به عنوان یک مقام رئیس نگهبان هستند. این سمت‌ها اغلب رتبه بالاتری نسبت به سمت‌های «○○بوگیو» که در بالا ذکر شد، دارند. در برخی موارد، مانند حوزه سندای و حوزه اچیگو-ناگااوکا، آنها در کنار توشی‌یوری و چورو وجود دارند، اما در برخی موارد، مانند 
قلمرو یاناگاوا، این عنوان فقط پیش نام چورو است.